# Groupe mouvant de Castor
Le groupe mouvant de Castor est un groupe mouvant, c'est-à-dire un ensemble d'étoiles ayant des vitesses similaires dans l'espace et qui auraient une origine commune. Parmi les étoiles identifiées comme faisant partie du groupe figurent Castor, Fomalhaut, Véga, α Cephei et α Librae. Elles sont toutes du même âge.

## Découverte et composition
Le groupe mouvant a été identifié par J. P. Anosova et V. V. Orlov en 1990. Anosova et Orlov ont proposé une quinzaine de membres à l'origine. La composition du groupe n'est pas clairement établie et il existe une certaine controverse quant à savoir si le groupe est réel ou non.

## Étoiles membres proposées
- ζ Leporis
- α Cephei
- α1 Librae
- α2 Librae
- Castor
- Fomalhaut
- HD 51825
- ψ Velorum
- Gliese 351A
- Gliese 426 AB
- HD 117934
- HD 119124
- HD 162283
- HD 181321
- Gliese 842.2
- Gliese 896 AB
- TW Piscis Austrini
- κ Phoenicis
- Véga